# Sebangphay
Sebangphay hay Xebangfai (tiếng Lào: ເມືອງເຊບັ້ງໄຟ; Xebangfai) là một muang (mường, huyện) thuộc tỉnh Khammouan ở trung Lào .